# Tokuyama
Tokuyama (jap. 徳山市 Tokuyama-shi) – byłe miasto w Japonii, w prefekturze Yamaguchi, w zachodniej części wyspy Honsiu (Honshū), port nad Morzem Wewnętrznym. Około 110 tys. mieszkańców.
23 kwietnia 2003 roku połączono Tokuyamę, Shinnan′yō, Kumage i Kano, tworząc miasto Shūnan.